# BMW R 71
La BMW R 71 était une moto fabriquée par BMW de 1938 à 1941. Ce fut le dernier modèle de la firme allemande avec un moteur de 750 cm3 à soupapes latérales.

## Historique
BMW présenta au Salon automobile de Berlin du 18 février 1938 les modèles R 51, R 61, R 66 et R 71, qui était une nouvelle série de motos de grosse cylindrée avec suspension arrière . Il n'y avait cependant pas de 750 sportif qui aurait pu succéder à la R 17.

### Développement
BMW avait réalisé pour un cadre quatre variantes de moteur (R 51, R 61, R 66 et R 71) de 500 à 750 cm3 pour ces quatre motos avec différentes classes .
« Die Ähnlichkeit der Motoren, wie die Verwendung des gleichen, allradgefederten Fahrgestells für alle vier Maschinen drängte zu deren Zusammenfassung in nur einem Handbuch, womit zugleich eine interessante Übersicht über das gesamte BMW-Programm in der großen Klasse gegeben wird. »
— Handbuch, für die BMW-Krafträder R 51, R 66, R 61 und R 71

« La similitude des moteurs, et l'utilisation du même châssis avec suspension sur les roues motrices pour les quatre moteurs, a motivé la réalisation d'un seul cadre, qui donne en même temps un aperçu intéressant de l'ensemble du programme BMW dans cette catégorie. »
— für die BMW-Krafträder R 51, R 66, R 61 und R 71

### Commercialisation

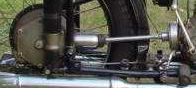
Cardan R 71 1938

Dans sa publicité, BMW présentait la R 71 comme une machine de grand tourisme et un side-car avec suspension arrière pour les charges les plus lourdes. Le prix de la moto était de 1 595 Reichsmarks en 1938.

En 1941 la production s'élevait à 3 458 unités. Il faudra attendre 1969 pour voir arriver la prochaine moto civile 750 cm3 de BMW, la R 75/5.

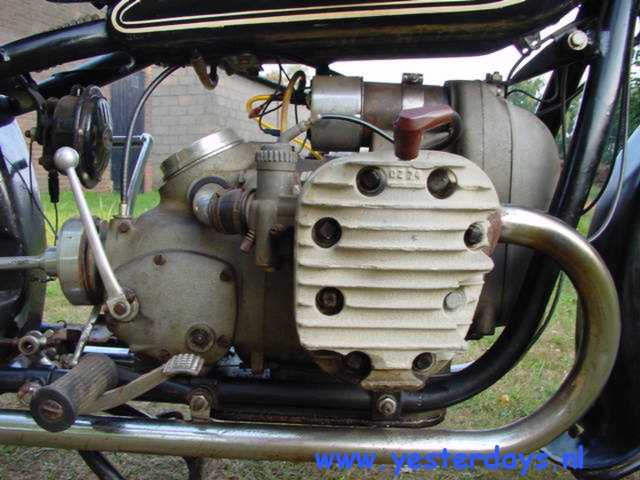
Moteur de la R 71

## Technique

### Moteur
Les moteurs étaient des bicylindres Boxer quatre temps à soupapes latérales montés longitudinalement.
Le carter moteur était conçu comme un tunnel avec le vilebrequin installé axialement. L'arbre à cames situé au-dessus du vilebrequin était directement entraîné par une paire d'engrenages cylindriques hélicoïdaux raccordés au vilebrequin.
L'arbre à cames agissait sur les soupapes via de courts poussoirs à glissière . Les cylindres en fonte avaient des culasses amovible en alliage léger et des ailettes de refroidissement radiales. Le faible taux de compression de 5,5: 1 rendait la R 71 compatible avec "l'essence commerciale" - les modèles similaires avaient besoin d'un mélange essence/benzène plus riche (Aral, Dynamin, Esso, Olexin, etc.) à des densités plus élevées . Les deux carburateurs Graetzin G 24 partageaient un même filtre à air sur le carter de transmission . L'allumage par batterie Bosch fonctionnait avec un disjoncteur installé dans le sens de la marche à l'avant de l'arbre à cames sous le capot, tout comme la bobine d'allumage et le distributeur. Le générateur à courant continu de 6 volts et 75 watts était au-dessus du carter moteur. Pour les clients gouvernementaux et militaires, des alternateurs plus puissants étaient disponibles . Le calage de l'allumage devait être ajusté en fonction de la charge et de la vitesse avec un levier sur le demi-guidon gauche .

### Transmission
La R 71 avait une boîte de vitesses à quatre rapports avec un arbre de transmission sur le côté droit de la roue arrière suspendue. De plus, un levier à main sur le côté droit de la transmission était disponible, ce qui était particulièrement recommandé pour retrouver rapidement le ralenti . Le carter du tunnel était monté directement sur le carter moteur. L'arbre d'entrée était directement entraîné par l'embrayage à sec au disque du volant à inertie du vilebrequin.
La roue arrière avait une transmission par cardan comprenant les éléments suivants :
- Disque Hardy sur l'arbre de sortie de la boîte de vitesses pour la compensation angulaire entre l'arbre de sortie et l'arbre à cardan
- Arbre de prise de force non fermé avec fourche à joint universel du côté sortie - partie visible de la transmission
- roulements à aiguilles, enveloppé d'un joint universel pour la compensation de l'angle entre l'arbre d'entraînement et la roue
- fourchette à joint universel coulissant pour compenser la longueur sur l'arbre d'entrée de la boîte à engrenages coniques
- Arbre d'entrée avec pignon pour entraîner le bord de la plaque dans le carter d'entraînement - déformation forcée de 90°
- Bride d'entraînement à aiguille dans le carter d'entraînement avec cannelures pour entraîner la roue arrière

### Cadre et suspensions
La R 71 avait un cadre à double boucle soudé avec une suspension sur la roue arrière. La roue avant était guidée par une fourche télescopique à amortissement hydraulique. Les amortisseurs avant et arrière et éventuellement celui du side-car étaient flottants et interchangeables.

## Littérature
- Udo Stünkel: . Delius Klasing, Bielefeld 2008,  (ISBN 978-3-7688-2451-4).
- „MOTOR CYCLING“, die bekannte englische Fachzeitschrift, schreibt am 12. Oktober 1938. In: BMW (Hrsg.): . Nr. 34. München Februar 1939, S. 7–8 (Online [abgerufen am 8. Mai 2016] Hausmitteilungen der Bayerischen Motoren-Werke AG).

## Liens
- « BMW R 71 », BMW Geschichte, BMW AG (consulté le 9 juillet 2018)